# Laura Paredes
Pour les articles homonymes, voir Paredes.
Laura Paredes née à Avellaneda, le 18 août 1980 est une actrice et  scénariste argentine de la scène indépendante de Buenos Aires.

## Biographie
Laura Paredes étudie le théâtre à 18 ans à Avellaneda. Elle fait partie de la scène indépendante et du cinéma indépendant en Argentine.
À la scène, elle fait partie du collectif Piel de Lava, avec Pilar Gamboa,  Elisa Carricajo et Valeria Correa. En 2018, elles montent la pièce Oil dans laquelle elles jouent  quatre ouvriers qui vivent sur une plateforme pétrolière en Patagonie.
En 2016, les quatre actrices jouent dans le film La flor de Mariano Llinos qui fait partie du collectif El Pampero cine.
Dans Argentine 1985, elle incarne Adriana Calvo de Laborde qui témoigne des tortures et privations, au procès de la junte. En 1977, Adriana Calvo de Laborde a été enlevée et incarcérée enceinte de six mois. Elle accouche de sa fille menottes au poing.
En 2023, elle incarne Laura, une botaniste qui a disparu dans le film Trenque Lauquen de Laura Citarella, auquel elle a participé au scénario. Le film a été réalisé en 10 ans.

## Films

### Actrice
- Cuadro místico: 1000 metros bajo tierra (2004)
- El cielo elegido (2010)
- El estudiante (2011)
- Ostende (2011)
- Viola (2012)
- La princesa de Francia (2014)
- Dos disparos (2014)
- La larga noche de Francisco Sanctis (2016)
- Hermia &amp; Helena (2016)
- Los globos (2016)
- Cetáceos (2017)
- La flor (2018)
- Claudia (2019)
- El cuidado de los otros (2019)
- Álbum para la juventud (2021)
- Clementina (2022)
- Argentine, 1985 (2022)
- Trenque Lauquen (2022)
- Los delincuentes (2023)

### Scénariste
- Trenque Lauquen (2022)
- Soy tu fan: la película (2022)
- Blondi (2023)

## Prix et distinctions
- prix Silver Condor, Association argentine des journalistes du cinéma, 2022[6]
- meilleur scénario original avec Laura Citarella, 20e édition des Prix de la Société Internationale des Cinéphiles, février 2023[7]